# La Chapelle-Chaussée

La Chapelle-Chaussée este o comună în departamentul Ille-et-Vilaine, Franța. În 1 ianuarie 2022 avea o populație de 1.299 de locuitori.